# Adolf Reichel

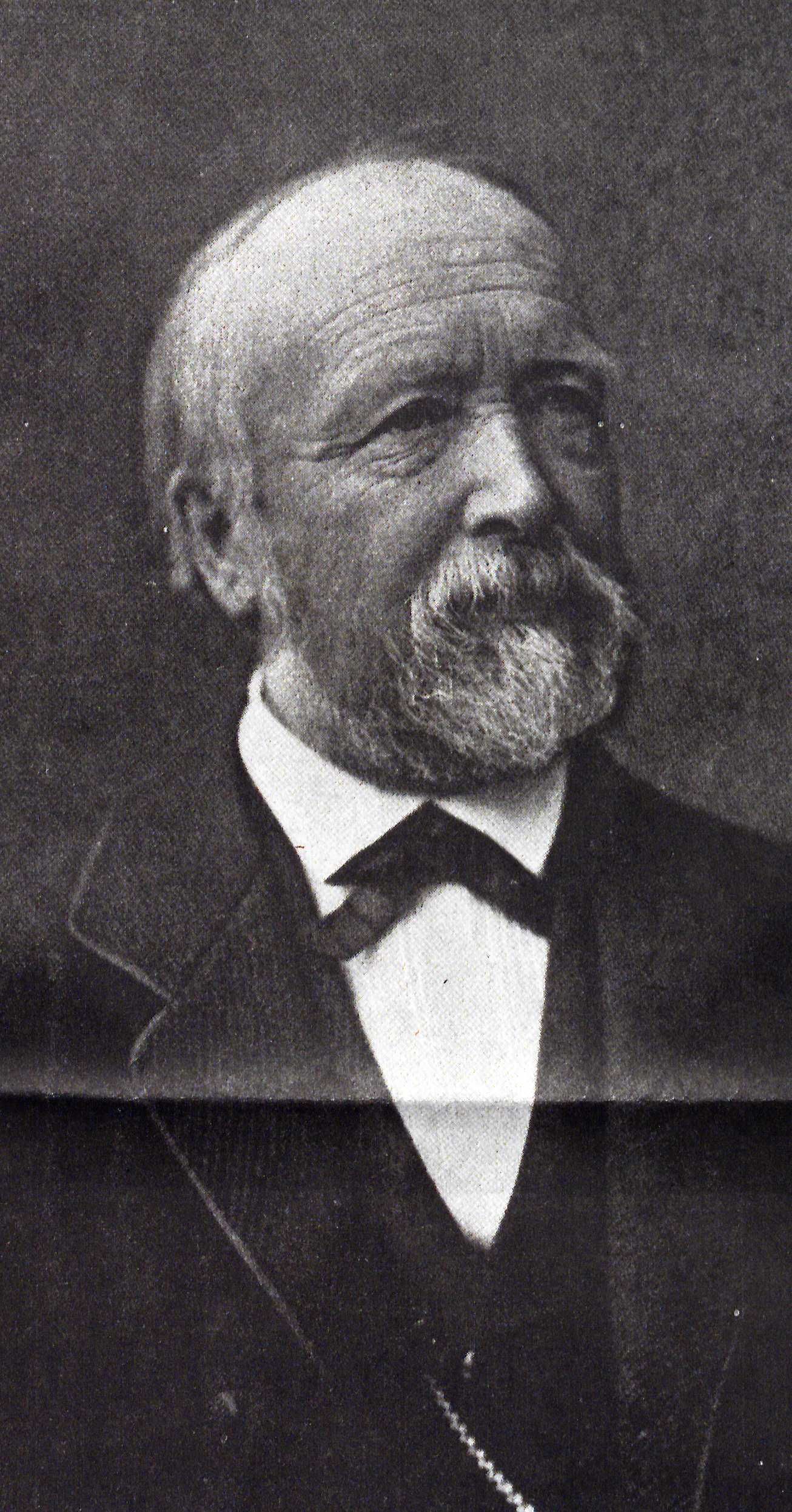
Emil Vollenweider: Adolf Reichel (ohne Jahr)

Adolf Reichel (geboren 30. August 1816 in Tursnitz (polnisch Turznice), Westpreußen; gestorben 5. März 1896 in Bern) war ein deutsch-schweizerischer Dirigent und Komponist.

## Leben
Adolf Reichel war ein Sohn einer ostelbischen deutschen Gutsbesitzerfamilie in Westpreußen.
Er studierte in Berlin Komposition bei Siegfried Dehn, Klavier bei Ludwig Berger und Instrumentation bei Carl Gottlieb Reissiger in Dresden. Seine erste Anstellung fand er als Musiklehrer des jungen Erbprinzen Georg von Sachsen-Meiningen. Er reiste nach Wien, Bern und Brüssel und lebte ab 1844 als Klavierlehrer in Paris, wo er mit George Sand und Frédéric Chopin verkehrte. In Dresden hatte er 1842 den Berufsrevolutionär und Anarchisten Michail Bakunin kennengelernt, mit dem ihn eine lebenslange Freundschaft verband. In dessen Umkreis traf er in Paris auf Oppositionelle wie Georg Herwegh, Gottfried Kinkel, Karl Marx, Georg Weber, Wassili Petrowitsch Botkin, Pierre-Joseph Proudhon und Richard Wagner, ohne dass er selbst sich aktiv an der 1848er Revolution beteiligte. 1850 heirateten er und Marija Kasparowna Ern (1823–1916), die er als Mitarbeiterin von Alexander Herzen kennengelernt hatte. Sie hatten vier Söhne, unter ihnen der  Schweizer Bundesrichter und Politiker Alexander Reichel.
Im Jahr 1857 ging er als Tonsatzlehrer an das private Dresdner Konservatorium und leitete dort ausserdem die Dreyssigsche Singakademie. Angesichts des als repressiv empfundenen politischen Klimas in Dresden folgte er 1867 einem Ruf als Musikdirektor nach Bern. Er wurde 1869 in Oberburg eingebürgert. Bis 1884/1888 war er in Bern Leiter des Berner Symphonieorchesters, der Musikschule der Bernischen Musikgesellschaft (BMG) und des Chors des Cäcilienvereins. Er komponierte Klavier- und Chorlieder und grössere Chor- und Orchesterwerke, darunter eine Deutsche Messe, Sinfonien und Ouvertüren. Von seinen rund 600 Werken im Stile der Klassik und Frühromantik wurden viele zu seinen Lebzeiten von Bote & Bock, Breitkopf & Härtel, Simon Richault und anderen Musikverlagen gedruckt.
Der nunmehr rekonstruierte Nachlass liegt grösstenteils in der Bibliothek der Hochschule der Künste Bern, seine handschriftlichen Lebenserinnerungen im Internationaal Instituut voor Sociale Geschiedenis in Amsterdam.

## Werke
- Noten und Audiodateien von Adolf Reichel im International Music Score Library Project